# René Lawson
René Lawson (* 22. Januar 1891 in der Provinz La Rioja) war ein argentinischer Diplomat und Politiker.
René Lawson war der Sohn von Juana Matterson und Guillermo Lawson. Von 1932 bis 1933 saß er für die Provinz Santa Fe im argentinischen Nationalkongress. Von 1934 bis 1937 war er Gouverneur der Provinz Neuquén. 1937 war er Sondergesandter zur Krönung von Elizabeth Bowes-Lyon und Georg VI. Von 1938 bis 1941 war er Ambassador to the Court of St James’s. 1947 leitete er das Unternehmen Springer y Móller. Von 1947 bis 1951 war er Legationsrat in Kopenhagen, Dänemark. Am 20. Oktober 1953 erhielt er Exequatur als Generalkonsul in London. Von 1953 bis 1954 war er Geschäftsträger in Madrid. Von 1954 bis 1955 war er Botschafter in Neu-Delhi, wo er im Hotel Imperial residierte.